# Альбер Ферт
Альбер Ферт (фр. Albert Fert; нар. 7 березня 1938, Каркассонн, Франція) — французький вчений-фізик. Найвідомішим його відкриттям є ефект гігантського магнітоопору, за що він був удостоєний Нобелівської премії у 2007 році.

## Біографія
У 1962 році закінчив Фер Вищу нормальну школу в Парижі, а в 1963 році він отримав ступінь магістра в Сорбонні. У 1970 році став доктором філософії (PhD) в університеті Париж-Південь, в якому він і працював науковим співробітником. У 1988 році Фер виявив у шарі заліза і хрому ефект гігантського магнітоопору (ЕГМс).

## Визнання
- 1994: член Французького фізичного товариства[fr]
- 1994: Премія Джеймса Макгруді за дослідження у галузі нових матеріалів
- 1994: Гран-прі з фізики Жана Рікара Французького фізичного товариства
- 1994: International Union of Pure and Applied Physics Magnetism Award
- 1997: Премія «Єврофізика»
- 2003: Золота медаль Національного центру наукових досліджень
- 2003: почесний доктор наук Університетський коледж Дубліна
- 2004: член Французької академії наук
- 2006: почесний доктор наук Технічного університету Кайзерслаутерна[en][12]
- 2006: Премія Вольфа з фізики
- 2006: почесний доктор наук Рейнсько-Вестфальського технічного університету Аахена
- 2007: Нобелівська премія з фізики
- 2007: Премія Японії
- 2008: Велика золота медаль SEP[fr]
- 2009: член Європейської Академії
- 2012: Орден Почесного легіону
- 2013: почесний доктор наук Монреальського університету
- 2014: Нагорода Гей-Люссака-Гумбольдта[en]